# Punktschätzer
Als Punktschätzer bezeichnet man in der mathematischen Statistik eine Schätzfunktion, die jeder Stichprobe einen Wert zuordnet, der eine gewisse Eigenschaft des zugrundeliegenden Wahrscheinlichkeitsmaßes schätzen soll. In den meisten Anwendungen ist die interessierende Größe ein Parameter der Wahrscheinlichkeitsverteilung der Beobachtungen (wie z. B. der Mittelwert {\displaystyle \mu } einer Normalverteilung {\displaystyle {\mathcal {N}}(\mu ,\sigma ^{2})})
Punktschätzer sind neben Bereichsschätzern zentrales Untersuchungsobjekt der Schätztheorie und im allgemeineren Sinne eine Entscheidungsfunktion, die vorliegenden Beobachtungen einen Schätzwert der interessierenden Größe zuordnet.
Ein Punktschätzer ist eine Funktion der zufälligen Beobachtungen, eine Punktschätzung der errechnete Wert des Punktschätzers für vorliegende Beobachtungen.
Bei der Betrachtung von Punktschätzern ist auch die Betrachtung der dazugehörigen Konfidenzintervalle wichtig.

## Definition
Gegeben sei ein statistisches Modell {\displaystyle (X,{\mathcal {A}},{\mathcal {P}})} sowie ein Entscheidungsraum {\displaystyle (E,{\mathcal {E}})}. Für jedes {\displaystyle e\in E} ist also auch {\displaystyle \{e\}} in der σ-Algebra {\displaystyle {\mathcal {E}}} enthalten. Dann heißt eine messbare Funktion
{\displaystyle T\colon (X,{\mathcal {A}})\to (E,{\mathcal {E}})}
ein Punktschätzer. Für alle {\displaystyle M\in {\mathcal {E}}} ist also immer {\displaystyle T^{-1}(M)\in {\mathcal {A}}}.
Meist wird als Entscheidungsraum {\displaystyle (E,{\mathcal {E}})=(\mathbb {R} ,{\mathcal {B}})} gewählt.

## Beispiel
Gegeben sei ein Binomialmodell, also ein statistisches Modell mit {\displaystyle X=\{0,1,\dots ,n\}} und {\displaystyle {\mathcal {A}}={\mathcal {P}}(X)} sowie als Menge von Wahrscheinlichkeitsmaßen die Binomialverteilungen {\displaystyle \operatorname {Bin} _{n,\vartheta }} für {\displaystyle \vartheta \in [0,1]}.
Dieses Modell formalisiert beispielsweise, wie oft nach n-maligem Münzwurf „Kopf“ geworfen wurde. Offensichtliche Fragestellung ist nun, aufgrund der vorliegenden Daten die Wahrscheinlichkeit zu schätzen, mit der die Münze „Kopf“ zeigt. Passender Entscheidungsraum ist die Grundmenge {\displaystyle [0,1]}, da die Wahrscheinlichkeit in diesem Intervall liegen muss, versehen mit der Borelschen σ-Algebra {\displaystyle {\mathcal {B}}([0,1])}, die alle Punktmengen enthält.
Ein möglicher Punktschätzer wäre dann beispielsweise
{\displaystyle M:(X,{\mathcal {A}})\to ([0,1],{\mathcal {B}}([0,1]))}
definiert durch
{\displaystyle M(x)={\frac {x}{n}}}.
Wie gut und sinnvoll solche Punktschätzer sind, muss jedoch noch getrennt untersucht werden. Denn ebenso wäre
{\displaystyle M^{*}(x)={\frac {1}{2}}}
ein möglicher Punktschätzer. Er liefert aber unabhängig von der Anzahl der Würfe, die „Kopf“ zeigen, dass die Münze fair ist, was augenscheinlich unsinnig ist (da nicht garantiert ist, dass die Münze fair ist).
Um die Unsicherheit des Punktschätzers {\displaystyle M(x)={\frac {x}{n}}} anzugeben, kann man sich des Konfidenzintervalls für die Erfolgswahrscheinlichkeit der Binomialverteilung bedienen.

## Verwendung und Konstruktion
Punktschätzer werden insbesondere benutzt für die Schätzung von:
- Erwartungswerten
- Varianzen
- Standardabweichungen

Klassische und bewährte Methoden zur Konstruktion von Punktschätzern sind
- die Maximum-Likelihood-Methode,
- die Methode der kleinsten Quadrate oder
- die Momentenmethode.

## Qualitätskriterien für Punktschätzer
Für Punktschätzer existieren verschiedene Qualitätskriterien. Die vier gängigsten sind die Suffizienz, Effizienz, Erwartungstreue und Konsistenz.
- Suffizienz garantiert, dass der Punktschätzer die gesamte für die Schätzung relevante Dateninformation nutzt.
- Erwartungstreue (Unverzerrtheit, Unverfälschtheit): Ein Punktschätzer ist erwartungstreu, wenn er im Mittel den tatsächlichen Wert der interessierenden Größe korrekt angibt. In diesem Sinne besitzt die Schätzung keinen systematischen Fehler.
- Konsistenz: Konsistenz bedeutet anschaulich, dass sich für eine wachsende Zahl von Beobachtungen die Punktschätzung tendenziell dem tatsächlichen Wert der interessierenden Größe annähert.
- Effizienz: Effizient ist ein Punktschätzer, wenn seine Streuung im Vergleich zu anderen Punktschätzern minimal ist. In diesem Sinne besitzt ein effizienter Schätzer keine unnötige Streuung.